# Campeonato Alagoano 1933
In 1933 werd het vijfde Campeonato Alagoano gespeeld voor voetbalclubs uit de Braziliaanse staat Alagoas. De competitie werd georganiseerd door de Federação Alagoana de Futebol. CSA werd kampioen.

## Eindstand
| Plaats | Club            | Wed. | W | G | V | Saldo | Ptn. |
| ------ | --------------- | ---- | - | - | - | ----- | ---- |
| 1.     | CSA             | 5    | 4 | 1 | 0 | 17:4  | 9    |
| 2.     | Nordeste        | 5    | 4 | 0 | 1 | 15:8  | 8    |
| 3.     | Vasco da Gama   | 5    | 2 | 1 | 2 | 14:14 | 5    |
| 4.     | Barroso         | 5    | 2 | 0 | 3 | 5:15  | 4    |
| 5.     | Uruguai         | 5    | 1 | 0 | 4 | 11:15 | 2    |
| 6.     | Duque de Caxias | 5    | 1 | 0 | 4 | 2:8   | 2    |

|  | Kampioen |

## Kampioen
| Campeonato Alagoano de 1933 |
| Alagoas                     |
| --------------------------- |
| CSA Kampioen (3° titel)     |